# アピアシャル
アピアシャル（Apiashal、生没年未詳）は、初期アッシリア時代のアッシリアの王。
アッシリア王名表によればウシュピアの息子であり、「テントに住んだ17人の王」とその次の「祖先である10人の王」に重複して名前が載せられている。彼以降の王から、王名表に父親の名前が記載されるようになる。次の王ハレはアピアシャルの息子であるという。